# قشلاق حاج دالان خان حسين خدايار (مقاطعة بيله سوار)
قشلاق حاج دالان خان حسین خدایار (بالفارسية: قشلاق حاج دلان‌خان حسین خدایار) هي منطقة سكنية تقع في إيران في أردبيل. يقدر عدد سكانها بـ 67 نسمة .